# كارل بي
كارل بي أو بي يو (بالصينية: 裴宇) (ولد في 11 سبتمبر 1989) هو رائد أعمال إنترنت سويدي صيني المولد. شارك في تأسيس ون بلس مع بيت لاو في عام 2013 وكان مدير ون بلس العالمية. غادر الشركة في سبتمبر 2020 لبدء مشروع أجهزة جديد، أطلق عليه اسم «نثنق».

## النشأة
ولد بى في عام 1989 في بكين بالصين. سرعان ما انتقلت عائلته إلى الولايات المتحدة، ثم إلى السويد، حيث نشأ باي. حصل على درجة بكالوريوس العلوم في عام 2008 في مدرسة ستوكهولم للاقتصاد، لكنه ترك الدراسة في عام 2011 للعمل بدوام كامل في صناعة الهواتف الذكية الصينية.

## مسيرته المهنية
انضم بي إلى نوكيا في عام 2010، وعمل في الشركة لمدة ثلاثة أشهر. بعد نوكيا، جذب موقع المعجبين الذي أنشأه بي حول ميزو انتباه فرع الشركة في هونغ كونغ، وبدأ بي العمل في فريق التسويق في ميزو في عام 2011. في نوفمبر انضم إلى أوبو كمدير للأسواق الدولية، حيث عمل مباشرة تحت إدارة بيتي لاو.

## الجوائز
في أبريل 2016، تم تضمين بي في إصدار 2016 من قائمة ماركيتينج ويك فيجن 100. في يناير 2016، تم إدراجه في إصدار 2016 من قائمة فوربس 30 تحت الـ30 لتأثيره في صناعة التكنولوجيا. وفي عام 2019 ، تم إدراجه في إصدار 2019 من قائمة فورشن 40 تحت الـ40.